# Paracosmus edwardsii
Paracosmus edwardsii är en tvåvingeart som först beskrevs av Friedrich Hermann Loew 1872.  Paracosmus edwardsii ingår i släktet Paracosmus och familjen svävflugor. Inga underarter finns listade i Catalogue of Life.